# Parannoul
Parannoul (en coréen : 파란노을 ; RR : Parannoul) est un musicien, multi-instrumentiste sud-coréen de shoegaze. Il a sorti deux albums solo, Let's Walk on the Path of a Blue Cat (2020) et To See the Next Part of the Dream (2021), divers EP, ainsi qu'un split, Downfall of the Neon Youth (2021) avec deux autres "shoegazers", la coréenne Asian Glow et le brésilien Sonhos Tomam Conta.
Parannoul a également publié des projets sous d'autres pseudonymes, notamment Rough and Beautiful Place (2022) sous le nom de Mydreamfever, ainsi que plusieurs albums désormais supprimés sous le nom de laststar. Les thèmes mélancoliques et les sonorités tristes revenant souvent dans les chansons de Parannoul, il est récurrent de le voir associé au genre emogaze.

## Biographie
Parannoul sort son premier album Let's Walk on the Path of a Blue Cat en 2020, suivi par To See the Next Part of the Dream en 2021 sur Bandcamp. Il gagne en popularité grâce à Bandcamp, Rate Your Music et Reddit. Son deuxième album est passé en revue sur Pitchfork, Consequence of Sound, et Stereogum. Il figure sur le split Downfall of the Neon Youth, sorti le 22 octobre 2021, avec Asian Glow et Sonhos Tomam Conta, contribuant à quatre titres. Il participe par ailleurs à l'élaboration de plusieurs EP et albums de Della Zyr, Asian Glow (avec laquelle il a produit un EP en commun, Paraglow) ou Sonhos Tomam Conta.
Parannoul se décrit comme « juste un étudiant qui écrit de la musique dans [s]a chambre ». Dans une interview avec Sonemic, Parannoul déclare que la pochette de son album To See the Next Part of the Dream « est en réalité l'une des scènes de リ リ イ ・ シ ュ シ ュ の す べ て All About Lily Chou-Chou [un film japonais de Shunji Iwai ayant reçu un très bon accueil en Corée du Sud]. Ce n'est pas du tout une scène importante, c'est juste une scène qui dure cinq secondes. Mais pour une raison quelconque, la cheminée et la fumée blanche m'ont rendu nostalgique (en fait, tout le film dégage ce sentiment). » « Quand j'ai vu l'usine avec les cheminées pour la première fois, je me suis senti étouffé et mal à l'aise, comme si nous n'aurions aucune liberté à l'intérieur. Par contre, j'ai ressenti quelque chose de contradictoire quand j'ai vu la pure fumée blanche qui en sortait. Je voulais montrer le côté à la fois propre et sale de la jeunesse à travers cette cheminée. Les petits oiseaux au-dessus de la fumée montrent l'esprit de l'adolescent qui voulait être libre. »
Le 1er janvier 2022, Parannoul publie Rough and Beautiful Place sous le pseudonyme Mydreamfever. Cet album s'écarte du style shoegaze présent sur ses œuvres Parannoul, se rapprochant bien plus des styles ambiant et new-age. Rough and Beautiful Place est récompensé « album du jour » par Bandcamp peu de temps après sa sortie. Il rejoint le crew Digital Dawn, qui comprend Asian Glow, Brokenteeth, Wapddi, Della Zyr et Fin Fior, et donne son premier concert avec Digital Dawn en septembre 2022. Son troisième album sous le nom de Parannoul After the Magic, sort le 28 janvier 2023.
Le 1er Août 2024, Parannoul annonce la sortie d’un quatrième album se nommant « Sky Hundred » et comportant 10 chansons. Il sort le 8 Août sur toutes les plateformes de streaming.

## Discographie

### Albums studio
- 2017 : In The Purest Sense (sortie sous le nom de laststar)
- 2018 : Winter Rain, Winter Rain (sortie sous le nom de laststar)
- 2018 : Strange Days (sortie sous le nom de laststar)
- 2018 : 꽃샘추위 (Recurrence) (sortie sous le nom de laststar)
- 2018 : Sleepless (sortie sous le nom de laststar)
- 2018 : Tomorrow's They and I (sortie sous le nom de laststar)
- 2018 : Egoletter (sortie sous le nom de laststar)
- 2018 : Our Last Summer (sortie sous le nom de laststar)
- 2018 : In The City Made of Echoes (sortie sous le nom de laststar)
- 2018 : Introvert Love Connection (sortie sous le nom de laststar)
- 2019 : Behind The Shadow (sortie sous le nom de laststar)
- 2019 : Covers +1 (sortie sous le nom de laststar)
- 2019 : Stars Whisper To Me Tonight (sortie sous le nom de laststar)
- 2020 : Let's Walk on the Path of a Blue Cat
- 2021 : To See the Next Part of the Dream
- 2021 : Downfall of the Neon Youth (produit en collaboration avec Asian Glow et sonhos tomam conta)
- 2022 : Rough and Beautiful Place (sortie sous le nom de Mydreamfever)
- 2023 : After the Magic
- 2024 : Sky Hundred
- 2025 : Seeking Darkness (sortie sous le nom de Huremic)
- 2025 : 1. Silence Is the New Noise (sortie sous le nom de Mydreamfever)

### EP
- 2017 : 기억일기 (Memory Diary) (sortie sous le nom de laststar)
- 2020 : White Ceiling / Black Dots Wandering Around
- 2022 : Paraglow (collaboration avec Asian Glow)

### Singles
- 2021 : Anywhere, Anytime (sortie sous le nom de Mydreamfever)
- 2022 : Into the Endless Night
- 2022 : Insomnia